# Adria (ville étrusque)
Pour les articles homonymes, voir Adria (homonymie).
Adria   (ou Hadria ou Atria) est une ancienne ville étrusque se trouve sur le territoire de l'actuelle commune italienne éponyme (une petite ville d'environ 20 000 habitants) située dans la province de Rovigo en Vénétie, dans le nord-est de l'Italie.

## Histoire
Adria  fut fondée au VIe siècle av. J.-C. par les Étrusques et était, à l'origine, au bord de la mer dont elle constituait le principal point d'accès et à qui elle donna son nom : la Mer Adriatique (toutefois, le géographe antique Strabon voit plutôt un fleuve « Adrias » comme l'origine du nom Adriatique). À la suite des dépôts alluvionnaires déposés par le Pô et de l'Adige (voir le delta du Pô) la ville se retrouve maintenant à 18 kilomètres environ de la mer.
L'habitat lui-même est assez mal connu : les sondages profonds ont révélé la présence de maisons sur pilotis. 
Les nécropoles (Canal Bianco, Piantamelon, ...) sont en revanche bien connues et ont livré des tombes des IVe – IIe siècle av. J.-C. qui attestent de la persistance d'un peuplement étrusque dans la région, ainsi que la présence dans la ville de populations d'origine vénète ou grecque.
Les Gaulois s'en emparèrent au IVe siècle av. J.-C. ; la ville devint ensuite un municipe romain, en 289 av. J.-C. sous le nom d'Hadria, selon Tite-Live.

## Vestiges
- De nombreuses nécropoles datant de l'époque étrusque.